# サヴァン・ヤング
サヴァン・ヤング（Savant Young、1976年6月19日 - ）は、アメリカ合衆国の男性総合格闘家。カリフォルニア州ロサンゼルス出身。ファイトアカデミー・パサデナ所属。セバント・ヤングとも表記される。

## 来歴
2006年に専業の総合格闘家となることを決意し、翌2007年からIFLに出場。IFLではケン・ヤスダ率いる東京サーベルズに所属し、初戦のエド・ウェスト戦で判定勝ちを収めたことでその後も継続出場した。2007年シーズンでは東京サーベルズはプレーオフ敗退、自身は2勝2敗の成績を残した。
2008年5月3日、初参戦となった修斗で環太平洋ライト級（-65kg）王者のリオン武と対戦し、3-0の判定勝ち。
2008年7月19日、Affliction: Bannedでマーク・ホーミニックと対戦し、腕ひしぎ十字固めで一本負け。

## 戦績
| 総合格闘技 戦績 | 総合格闘技 戦績 | 総合格闘技 戦績 | 総合格闘技 戦績 | 総合格闘技 戦績 | 総合格闘技 戦績 | 総合格闘技 戦績 |
| --------------- | --------------- | --------------- | --------------- | --------------- | --------------- | --------------- |
| 19 試合         | (T)KO           | 一本            | 判定            | その他          | 引き分け        | 無効試合        |
| 11 勝           | 3               | 5               | 3               | 0               | 0               | 0               |
| 9 敗            | 1               | 5               | 3               | 0               | 0               | 0               |

| 勝敗 | 対戦相手                         | 試合結果                     | 大会名                                 | 開催年月日     |
| ○    | マイク・ガイモン                 | 2R 0:48 KO（パンチ）         | Bellator 85                            | 2013年1月17日  |
| ×    | ロバート・エマーソン             | 3R 4:29 リアネイキドチョーク | TPF 12: Second Coming                  | 2012年3月9日   |
| ○    | ロバート・ワシントン             | 2R 2:41 ギロチンチョーク     | TPF 11: Redemption                     | 2011年12月2日  |
| ×    | マーク・ホーミニック             | 2R 4:25 腕ひしぎ十字固め     | Affliction: Banned                     | 2008年7月19日  |
| ○    | リオン武                         | 5分2R終了 判定3-0            | "修斗伝承 01" ROAD TO 20th ANNIVERSARY | 2008年5月3日   |
| ×    | デイヴィダス・タウロセヴィチュス | 4分3R終了 判定0-3            | IFL: 2007 Semifinals                   | 2007年8月2日   |
| ×    | ライアン・シュルツ               | 4分3R終了 判定0-3            | IFL: Everett                           | 2007年6月1日   |
| ○    | アダム・リン                     | 2R 0:21 KO（パンチ）         | IFL: Los Angels                        | 2007年3月17日  |
| ○    | エド・ウェスト                   | 4分3R終了 判定3-0            | IFL: Houston                           | 2007年2月2日   |
| ○    | ダニー・スアレス                 | 1R 2:32 KO（パンチ）         | Beatdown in Bakersfield                | 2006年11月17日 |
| ×    | ゲイブ・ルーディジャー           | 3R 1:29 腕ひしぎ十字固め     | PF 1: The Beginning                    | 2006年5月12日  |
| ×    | クリス・ライトル                 | 1R 3:50 ギブアップ（肘打ち） | WEC 18: Unfinished Business            | 2006年1月13日  |
| ×    | ジョン・アレッシオ               | 3R 2:09 チョークスリーパー   | KOTC: Shock & Awe                      | 2005年10月1日  |
| ○    | ケンドール・グローブ             | 1R 2:00 フロントチョーク     | Lockdown in Paradise 1                 | 2005年3月19日  |
| ○    | マーカス・ヴィニシウス           | 5分2R終了 判定               | Xtreme Pankration 2                    | 2002年4月12日  |
| ×    | ジェイソン・フォン・フルー       | 1R 0:05 KO（パンチ）         | IFC Warriors Challenge 5               | 1999年9月18日  |
| ○    | ロニー・バーンウェル             | 1R 1:50 フロントチョーク     | Neutral Grounds 9                      | 1999年1月10日  |
| ○    | ビクター・ハンセーカー           | 1R 1:55 ヒールホールド       | Neutral Grounds 9                      | 1999年1月10日  |
| ×    | スコット・ハーマン               | 8分1R終了 判定               | Neutral Grounds 5                      | 1998年6月28日  |
| ○    | トーマス・ケニー                 | 2R 腕ひしぎ十字固め          | Extreme Shoot 2                        | 1998年6月6日   |